# 富熊村
富熊村（とみくまむら）は、香川県綾歌郡にあった村。現在の丸亀市綾歌町富熊。

## 歴史
- 1890年2月15日 - 町村制施行に伴い、鵜足郡富熊村が発足。
- 1899年4月1日 - 鵜足郡が阿野郡と合併し、綾歌郡となる。
- 1951年4月1日 - 綾歌郡栗熊村と合併し久栄村となり消滅。